# Lijst van voetbalinterlands Angola - Kameroen (vrouwen)
Deze lijst van voetbalinterlands is een overzicht van alle officiële voetbalinterlands tussen de nationale vrouwenteams van Angola en Kameroen. De landen hebben tot nu toe één keer tegen elkaar gespeeld. Dat was een groepswedstrijd tijdens de Afrika Cup 2002 op 14 december 2002 in Oghara (Nigeria).

## Wedstrijden
| № | Plaats | Datum            | Competitie      | Wedstrijd         | Uitslag |
| - | ------ | ---------------- | --------------- | ----------------- | ------- |
| 1 | Oghara | 14 december 2002 | Afrika Cup 2002 | Kameroen − Angola | 1 − 0   |

## Samenvatting
| Competitie | Totaal gespeeld | Winst Angola | Gelijk | Winst Kameroen | Doelsaldo Angola – Kameroen |
| ---------- | --------------- | ------------ | ------ | -------------- | --------------------------- |
| Afrika Cup | 1               | 0            | 0      | 1              | 0 − 1                       |
| Totaal     | 1               | 0            | 0      | 1              | 0 − 1                       |